# Bòxer
El bòxer és una raça de gos de treball desenvolupada a Alemanya durant la segona meitat del segle xix i principis del segle xx a partir de diverses races, principalment dels bullenbeisser i dels bulldogs. De mida mitjana i tipus molós, amb pelatge curt, amb una mitjana de vida d'entre 10-14 anys i caracteritzat per tenir tendència a la genètica. Els ancestres de la raça van ser emprats originàriament per atiar els braus. Posteriorment, gràcies al seu valor, força i agilitat va ser escollit per fer de gos. policia a Alemanya i va ser utilitzat com a guia per a cecs. Sempre fidel, intel·ligent i vigilant, el bòxer és una excel·lent mascota.
La primera vegada que va aparèixer un bòxer va ser el 1895 a Múnic pel Munic Bòxer Club; Philip Stockmann i la seva dona Frau Stockmann són considerats els pares de la raça bòxer. És una de les races de gossos més famoses i és a causa del caràcter que té sobretot amb els nens, és també un dels gossos amb més estètica i bellesa, presenten de cadells problemes per respirar la qual cosa és normal per la seva raça, ja que la seva cara és prognàtica, és preferible que el seu cos només tingui 1/3 de pelatge blanc, ja que més no és acceptable per la criança per la Federació Cinològica Internacional.
El bòxer disposa de races híbrides (barreja de races pures) reconegudes que són el bull bòxer, el boxador (labrador retriever amb bòxer) i l'akita inu.

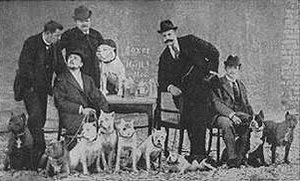
El Munic Bòxer Club el 1895 amb Friedich Robert (a la dreta), Elard König i Rudolf Hogner (a l'esquerra).

## Història
La majoria dels historiadors canins estan d'acord que el bòxer té ancestres en els gossos bullenbeisser. Aquests bullenbeissers (o mossegadors de toros) eren gossos de caça, usats sobretot per a la caça del senglar i del cérvol. Aquestes expedicions per a la caça d'animals salvatges solien costar la vida a diversos gossos, ja que la caça era horrible i penosa tant per a les persones com per als gossos (per no esmentar per als senglars). Algunes fonts diuen que aquests enormes gossos medievals tenien les orelles erectes i grans dents, que serien usades per a subjectar l'animal pel morro. És probable que els caçadors tallessin les orelles de la manera com ho fan en alguns països avui dia, ja que aquest costum semblaria d'acord amb les primitives usances d'aquells temps i no és perillós.
Dins d'una via més civilitzada i utilitària, els ancestres del bòxer van ser freqüentment utilitzats com a gossos de carnisser, per la seva habilitat per contenir a un bou i de conduir-lo cap al seu estable, si es tornava rebel. Es creu que la famosa reputació d'un gos anomenat "Boxl", utilitzat per un carnisser de Berlín és la que va donar el nom a la raça. La derivació de la paraula bòxer com a nom per a un gos de raça pura és irònica, ja que la paraula "boxl" o "boxel" té com a traducció, en essència, mestís.
El 1894 un famós criador de bulldogs anomenat Friedich Roberth va ser la primera persona a pronunciar bòxer per la raça, al·ludint a la raça amb atributs i avantatges, ja que posseïa una bòxer femella; Friedich declara que cap institució o persona ajuda que s'aconsegueixin bòxers bons o almenys a preservar la raça i que aquest era l'únic camí perquè Alemanya preservés una nova raça canina.
Per alegria de Friedich es va fundar el Múnic Bòxer Club el 1895. On van participar 4 bòxers, quedant guanyador "Flocki" i nomenat primer bòxer a guanyar una competència canina de la seva classe. Friedich i diversos aficionats a la raça van fundar el Club del Bòxer i per aquest mateix any es va sol·licitar a Roberth perquè dictés un estàndard sobre la raça per a un bòxer perfecte. El 1904 es va fundar la revista Boxer Der Boxer Blatter.
Durant la Primera Guerra Mundial es va utilitzar al bòxer com a gos militar i missatger per a benefici de les tropes alemanyes, es van escollir en el seu temps només campions aptes que podien suportar tasques dures com el "rastreig de franctirador"; El bòxer Rolf v. Vogelsberg propietat de Philip Stockmann va realitzar diverses ventrades per tripular en l'exèrcit caní, ja que era un gos de classe i guanyador 5 vegades en campionats. Per a la Segona Guerra Mundial va començar a perdre fama la raça i es va considerar el bòxer en l'exèrcit caní com a segona opció, per darrere del pastor alemany, però afortunadament es va valorar que era molt hàbil i llavors es va tripular, els americans durant les guerres els va encantar el bòxer corrent pels camps de batalla i diversos soldats amb camuflatge van avisar a Frau Stockmann (un altre criador de bòxers per a l'exèrcit) que la raça bòxer als Estats Units seria la millor de totes, així Frau Stockmann va poder morir en pau i sabent que la seva raça perduraria abans que morís.

## Genealogia de la Raça
La criança del bòxer començà amb una gossa francesa anomenada Flora, propietat de George Muhlbahuer Alt de la ciutat de Múnic, Alemanya. El senyor George Alt la va aparellar amb un gos conegut com a bòxer i va produir un mascle comú anomenat bòxer de Lechner. Aquest gos va ser al seu torn aparellat amb la seva mare i aquest encreuament va donar dues femelles anomenades Flora II i Alts Schecken.
El 26 de febrer de 1895 neix Flocki fruit de l'encreuament d'un antic bulldog anglès anomenat Tom (propietat del Dr Toenniessen) i Alts Schecken. Flocki va ser el primer gos inscrit en el Llibre Genealògic Alemany del bòxer i guanyador de la primera exposició de la raça.
A iniciativa de Friedrich Roberth, Elard König i Rudolf Hoepner es fundà el 1895, el Boxer Klub EV a Múnic, Alemanya per dedicar-se al foment i desenvolupament de la raça bòxer.
El 14 de juliol de 1902 s'estableix el Primer Estàndard de la raça i com aparença general es caracteritza el bòxer com a gos de talla mitjana, pèl curt, fort, fort, movedís i elegant, que es recolza sobre membres rectes i robustes i construït del tot al quadrat. El tipus de mossegada era en tisores i el cap era el cap escurçat d'una ala (relació 1:1). Posteriorment, es va utilitzar al bulldog d'aquesta època per tal d'assolir les noves característiques que es van establir en el segon estàndard de la raça el 1905. El 1904 va aparèixer la primera edició de la revista Boxer der Boxer Blätter.
Meta von der Passage (Piccolo von Angentor & Blanka von Angentor) és considerada com la progenetriu del bòxer tal com avui el coneixem, ja que ella el va procrear amb gran homogeneïtat. Meta la va aparellar amb Flock St Salvator per fer parir dos gossos destinats a tenir una gran influència en la raça: Hugo von Pfalzgau i Schani von der Passage.  Schani va ser pare de Rigo von Angertor & Hugo von Pfalzgau va ser pare de Curt von Pfalzgau, pare al seu torn de Rolf von Vogelsberg. Entre els descendents d'aquest últim figuren Dorian von Marienhof & Sigurd, Utz & Lustig von Dom (criats per Friederun Stockmann) qui li van donar l'impuls a la raça en el món sencer.
L'estàndard de la raça va ser sotmès a una revisió fonamental el 1920. Les característiques més saltants van ser la mossegada prògnata, cap braquicèfal (relació crani musell 2:1), increment de la talla i s'accepta el blanc portat en forma harmònica fins a un terç del total de la capa. El 1925 van ser exclosos els bòxers negres i el 1938 els tacats.
Per concloure, llavors el bòxer és un gos mitjà de pèl llis, fort amb una estructura curta, quadrada i membres forts. La seva musculatura és compacta, fortament desenvolupada i plàstica. Els seus moviments són vivaços, plens de força i arrogància, de caminar segur, amb pas lliure, elàstic i de port orgullós i arrogant.
Es reconeix el color de pelatge tigrat i comú.
El caràcter del bòxer és de màxima importància i requereix molta cura. La seva afecció i lleialtat a la família, el seu valor agosarat com a defensor i protector, la seva intel·ligència i docilitat i la seva neteja el converteixen en el gos ideal de la família igual que com a gos de servei, protecció i companyia. El seu caràcter és lleial sense falsedat ni malícia. Des del 1921 fins als nostres dies el bòxer és considerat un gos d'utilitat.

## Morfologia
Entre els seus trets físics es troben un cap fort, mandíbula inferior prognàtica, la pressió mandibular és generalment de 122 kg/ cm², musell amb una característica màscara negra, tradicionalment els criadors retallaven les orelles perquè semblessin més aviat llargues i situades en alt, són utilitzats com bombers pel seu gran olfacte i per la seva valentia en grans catàstrofes, i té la tendència a netejar-se i a mantenir-se sempre net.

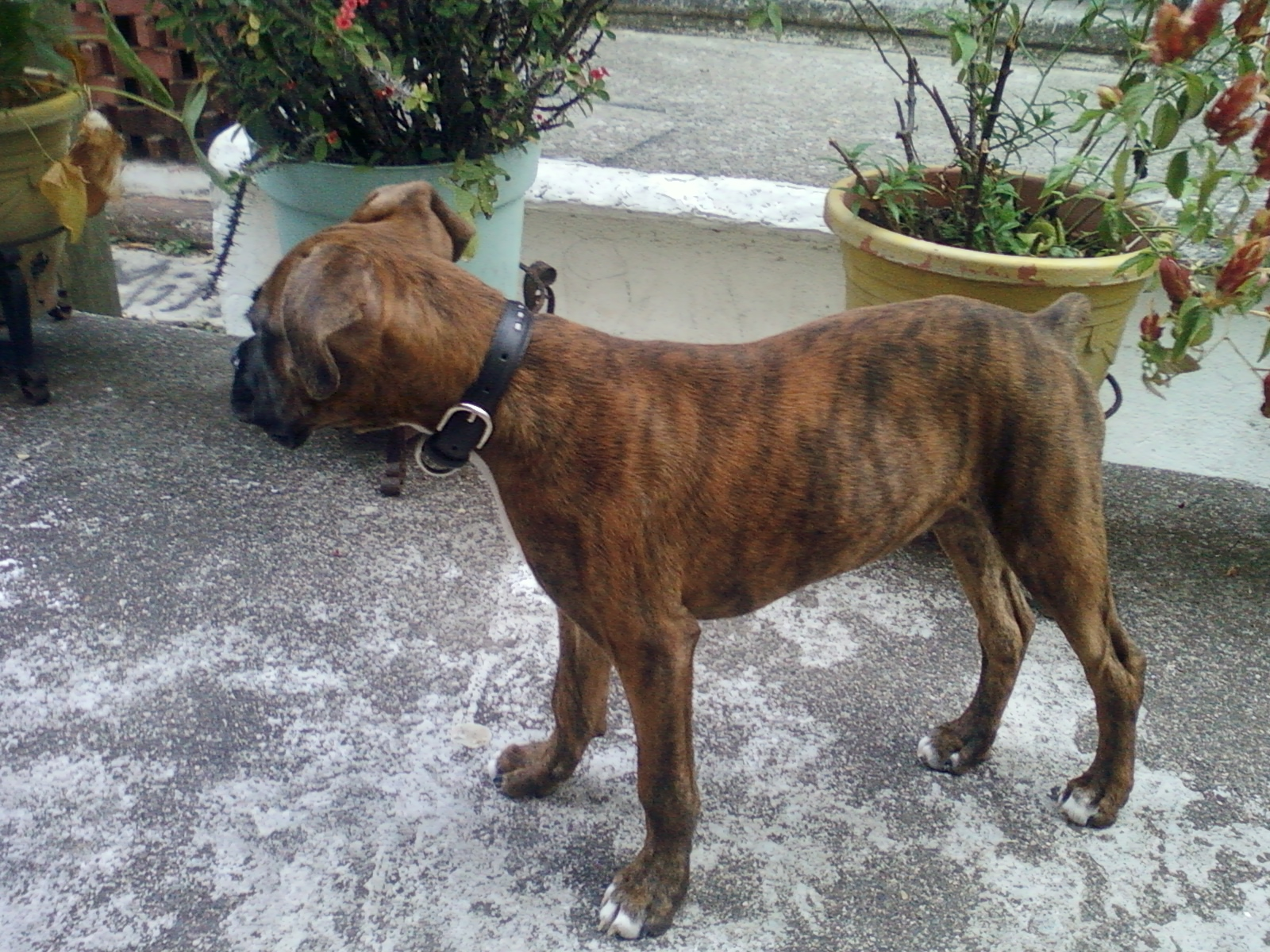
Bòxer cadell tigrat.

Entre les seves característiques físiques es troben un cap pesat, mandíbules pronunciades, morro emmascarat, orelles més aviat llargues i col·locades cap amunt, ulls de color castany fosc, coll fort, rodó i musculós. Pit ampli i potes del darrere musculoses.
El bòxer té el pèl curt, brillant i suau, de color lleonat o amb ratlles fosques sobre fons lleonat. Algunes vegades té taques blanques.
El mascle fa entre 57 i 63 cm d'alçada des de la creu i pesa uns 32 kg, la femella té una alçada d'entre 53 i 59 cm. i pesa uns 28 kg.
Les orelles i la cua dels bòxers són dos dels elements de la morfologia d'aquests gossos que s'arreglen per raons d'estètica.

### Orelles

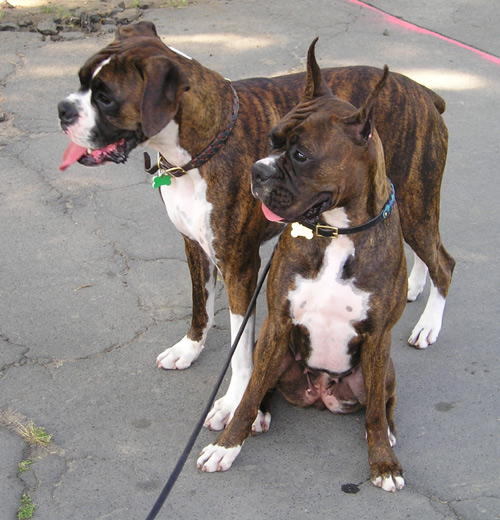
Bòxers tigrats amb orelles retallades i sense retallar.

Les orelles estan situades en la part més alta del crani i cauen sobre les galtes quan no estan retallades (arreglades).
Quan el gos està vigilant, les orelles es dirigeixen cap endavant dibuixant un marcat plec.
Quan les orelles estan retallades les tenen en punta i verticalment dretes.

## Temperament
És un gos fidel, intel·ligent i vigilant, sens dubte és un dels gossos més complets que existeix. És dòcil i compta amb una lleialtat inigualable amb la seva família. No obstant això és feroç i dominant i pot atacar amb gran velocitat a altres gossos (especialment a mascles) quan algun dels seus és agredit. Són molt bons per als nens, si té d'1 any a dos, és el moment ideal per encapritxar-se amb nens i adults.
Els seus avantatges de temperament són els següents:
- Alegre i eixerit.
- Molt afectuós amb els nens.
- Valent.
- Bon gos guardià.
- Conducta pallassa i extravertida.

## Manteniment i exercici

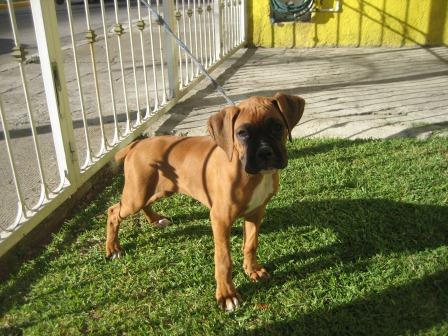
Bòxer cadell lleonat.

Per a la seva bona salut i desenvolupament, el bòxer necessita realitzar bastant exercici i portar una dieta controlada. La quantitat d'exercici i aliment depèn de l'edat. El cadell, abans de ser deslletat i separat dels seus germans, juga amb els altres fins que es cansa, i tots s'enrosquen a descansar. Aquest exercici, amb suficient descans, és essencial per al creixement dels cadells.
A mesura que va creixent, necessita fer exercici per mantenir-se en condicions i desenvolupar la seva musculatura. A més de fer-lo jugar amb diferents elements, com pot ser una pilota, és indispensable treure al gos a passejar diàriament i fer-lo córrer molt amb una pilota de tennis o tennis taula amb la cura que no se l'empassi.
Per obtenir resultats formidables en assolir l'edat adulta, és indispensable ensenyar coses bones al cadell, una d'elles són: Exercici diari 3 sessions amb 30 minuts cadascuna, perquè així es converteixi en sociable, conegui objectes nous, pugui fer les seves necessitats o adquireixi el múscul que s'obtindrà en l'edat avançada; una altra és donar-li afecte i disciplina, afecte quan faci coses bones i disciplina perquè sigui un gos de bé i no un malcriat.

## Potencials problemes de salut

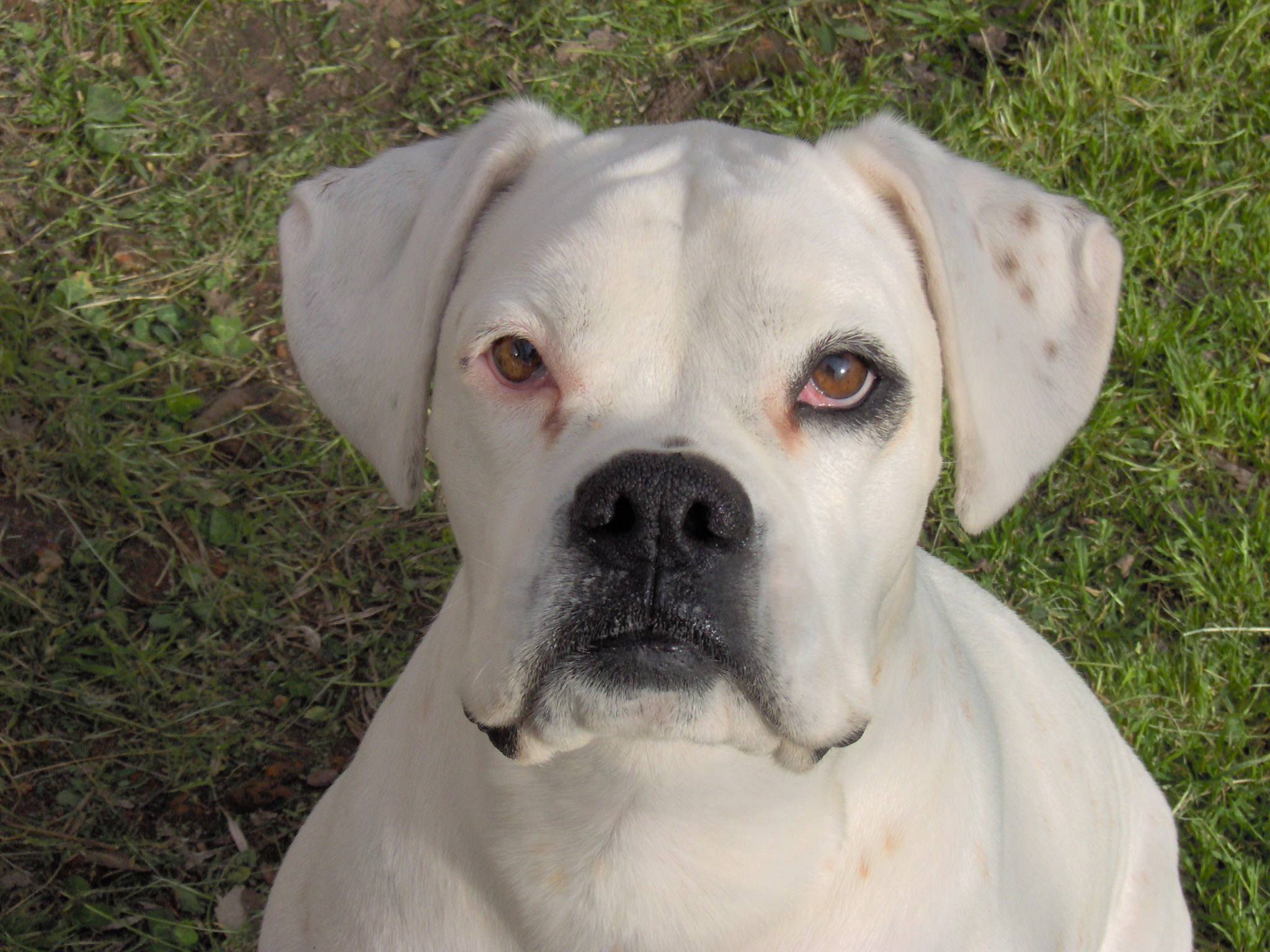
Gossa bòxer de color blanc.

Són susceptibles a patir tumors. Entre els seus possibles problemes també està la displàsia de maluc canina. Pateixen d'epilèpsia.
Molts d'ells solen ser delicats de pell i patir algun tipus de malaltia cutània, la dermatitis al·lèrgica és la més comuna.
Els bòxers de color blanc solen ser els més susceptibles a les malalties hereditàries, ja que és considerat un error en l'encreuament, aquests bòxers no poden participar en cap competició.
La incidència d'aquestes malalties no és alta, i si a això se li afegeix que el cadell serà comprat a un criador, que proveeix tots els certificats de salut per als seus exemplars, augmenten molt les possibilitats de tenir un animal saludable.

### Bòxers blancs
Els bòxers blancs no són tan apreciats com els tigrats o de tonalitats més fosques. És comuna la creença que no són de raça pura, si bé això no és cert. Pateixen els problemes de salut característics de la raça.
A la raça bòxer, les marques blanques són produïdes pel gen semirecessiu sw. Els bòxers daurats o tigrats amb marques blanques porten una sola còpia de sw. Els òoxers blancs porten 2 còpies de sw. D'altra banda, els bòxers blancs no són albins. L'albinisme està determinat per un gen diferent i els exemplars albins, a diferència dels bòxers blancs, estan mancats totalment de pigmentació.
Malauradament, el color blanc produït per les 2 còpies de sw va associat amb problemes de sordesa en alguns casos. Aquest tipus de sordesa es desenvolupa en el cadellet en les seves primeres setmanes de vida, començant quan el canal auditiu està encara tancat. El procés és complex, però es pot resumir dient que es produeix a causa de l'absència de cèl·lules productores de pigment (melanòcits) en els teixits interns de l'oïda.
Aquest tipus de sordesa no és exclusiva del bòxer blanc, ja que es produeix també en altres races que són blanques per la mateixa raó genètica (és a dir, portar 2 còpies de sw), per exemple el dàlmata, el bull terrier blanc i altres.